# Chuck the Plant
Chuck the Plant es una especie de mascota que aparece en varias aventuras gráficas de LucasArts.

## Primera aparición
Chuck the Plant (la planta Chuck) aparece por primera vez en la biblioteca de Maniac Mansion. Parece ser una planta corriente, pero al examinarla mediante el cursor, o al tratar de interactuar con ella, se descubre que es, en realidad, Chuck. Aparte del hecho de tener un nombre humano, la planta es completamente inútil. A menudo los jugadores confunden a Chuck con la planta carnívora mutada y aparentemente inteligente situada en el piso superior, junto a una máquina de escribir.
Otra planta llamada Chuck aparece en el juego Indiana Jones y la Última Cruzada en la casa de Henry Jones. En la demo del juego, se llamaba LeChuck la Planta.
En Indiana Jones and the Fate of Atlantis, hay un objeto etiquetado como "la planta", pero se encuentra en una habitación que quedó fuera de la versión final del juego, por lo que solo es posible encontrarla mediante el uso de programas de ingeniería inversa.
Chuck reaparece en la secuela de Maniac Mansion, Day of the Tentacle, como un cactus grande y posiblemente mutante. Chuck también aparece en el capítulo I de Tales of Monkey Island, "Launch of the Screaming Narwhal".  Está en la popa del barco de Elaine Marley, al principio del juego.

## Otras apariciones
- En homenaje a LucasArts, la aventura gráfica Enclosure contiene una planta llamada Chuck.
- En The Elder Scrolls III: Morrowind, es posible encontrar a "Charles la Planta" en "Libros Raros Jobasha". Como muchas otras plantas en Morrowind, puede proporcionar ingredientes para alquímia; en este caso, proporciona un ingrediente único llamado "limo de meteorito", otro guiño a Maniac Mansion.
- La planta Chuck también aparece en la aventura gráfica de Housemarque, Alien Incident.
- Chuck la Planta aparece en una producción de LucasFan Games, The new Adventures of Zak Mc Kracken.[cita requerida]
- En el juego de Nintendo DS Phoenix Wright: Ace Attorney, Mia Fey tiene en su oficina una planta llamada Charley. La planta ha aparecido desde entonces en los cuatro juegos de la saga, cuidada por Phoenix Wright y su asistente Maya Fey.
- Es posible encontrar a Chuck en un área secreta del juego Shadowgrounds: Survivor.
- Una planta llamada Chuck aparece en la aventura gráfica de Rabbit Tell, Trapped Part Three: The Labyrinth.[2] Los juegos de Rabbit Tell suelen contener referencias a LucasArts.
- La serie de aventuras gráficas de Telltale Games, Strong Bad's Cool Game for Attractive People, contiene una planta llamada Carlomagno en homenaje al Chuck de Lucasarts. Telltale fue creada por antiguos empleados de Lucasarts.
- Chuck también aparece en la serie episódica de juegos de Telltale Games Wallace & Gromit's Grand Adventures. En el episodio uno, hay una planta en una esquina de la sala de estar. Si el jugador intenta usar un objeto del inventario con la planta, "Chuck la Planta" aparece escrito en la esquina superior derecha de la pantalla.
- Chuck también aparece en el juego Ceville, de Realmforge Studios, en la oficina de la mina enana.
- En el juego The Cave (creado por Ron Gilbert) podemos encontrar a Chuck la planta en la escena de mansión de los gemelos.
- En la aventura gráfica Thimbleweed Park también aparece la planta Chuck en una de las historias en forma de Flash back y se hace referencia al personaje de Chuck durante todo el juego, como homenaje de sus creadores que también desarrollaron Manic Mansion.

## Significado
Steve Arnold, director general de LucasFilm durante el desarrollo de Maniac Mansion, solía gastar una broma recurrente a los diseñadores del juego, pidiéndoles constantemente que incluyeran a un personaje llamado Chuck. Ron Gilbert and Gary Winnick fueron los primeros en conceder su deseo. No había espacio para otro personaje en Maniac Mansion, así que le dieron ese nombre a una planta.
También ha habido rumores de que un miembro de la plantilla, llamado Chuck, quería que su nombre apareciera en uno de los juegos de Lucasarts. Este rumor apareció como explicación del nombre de LeChuck de la saga Monkey Island, pero nunca se ha aplicado oficialmente a Chuck la planta.